# Maathorneferura
Maathorneferura (Ḫattuša, ... – Fayyum, ...; fl. XIII secolo a.C.) è stata una regina egizia della XIX dinastia, era figlia del re ittita Hattušili III e della regina Puduhepa (o Pudukhipa).
Sua madre era una giovane sacerdotessa, figlia a propria volta di un sacerdote della dea Ištar, conosciuta da Hattušili III sulla via del ritorno da Kadesh dopo la storica battaglia con gli Egizi. Ebbe numerose sorelle e almeno tre fratelli: il maggiore, Nerikkaili, fu inizialmente "Tuhkanti" (principe reggente) di suo padre, prima di essere sostituito in tale ruolo dal minore, asceso infine al trono col titolo di Tudhaliya IV alla morte del padre.
Non si conosce il suo nome ittita: Maathorneferura è il nome egizio aggiunto dopo il matrimonio con il faraone Ramses II avvenuto nell'autunno del 1246 a.C., matrimonio che segue il trattato storico di pace tra i due imperi fino ad allora rivali acerrimi e le venne dato subito il titolo di Grande sposa reale.
Il matrimonio avvenne nell'anno 34 del regno di Ramses II e da Maat-hor Neferura il sovrano ebbe una figlia, Neferure.
|                            |    |    |   |    |     |     |     |
| \| \| \| \| \| \| \| \| \| |    |    |   |    |     |     |     |
|                            |    |    |   |    |     |     |     |
| ra                         | D4 | U2 | t | G5 | nfr | nfr | nfr |

| ra | D4 | U2 | t | G5 | nfr | nfr | nfr |

|                            |    |    |   |    |     |     |     |
| \| \| \| \| \| \| \| \| \| |    |    |   |    |     |     |     |
|                            |    |    |   |    |     |     |     |
| ra                         | D4 | U2 | t | G5 | nfr | nfr | nfr |

| ra | D4 | U2 | t | G5 | nfr | nfr | nfr |

Maat-Hor-Neferura che significa "La verità è la bellezza di Ra"

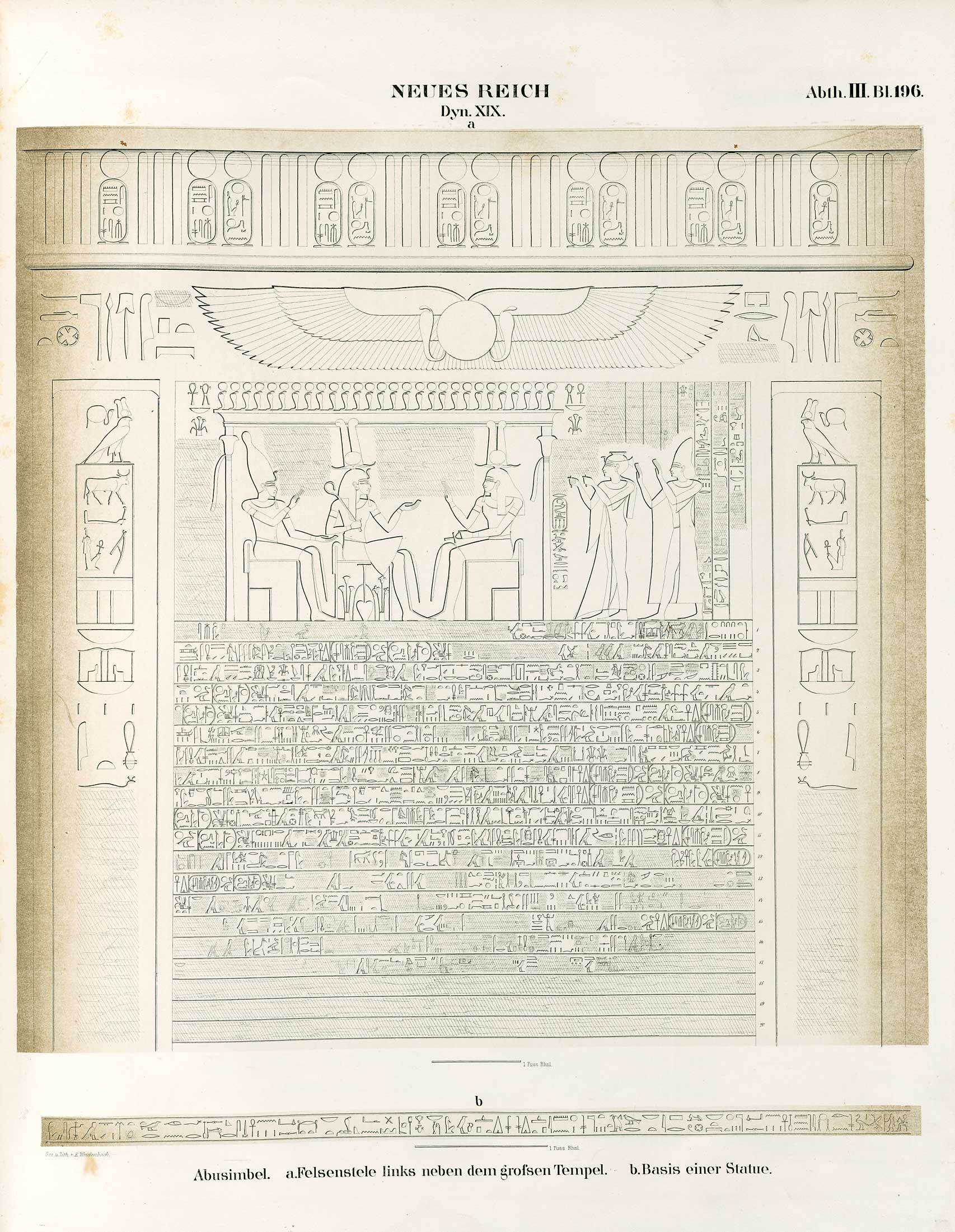
Stele commemorativa del matrimonio di Ramses II con Maat-hor Neferura

Visse principalmente a Pi-Ramses, molto amata dal consorte che immortalò le loro nozze nel tempio di Abusir e negli ultimi anni di regno di Ramses II governò l'Egitto unitamente alle regine Bintanath e Meritamon.
In seguito si trasferì nell'harem di Mi-wer situato nel Fayyum.
Esiste una scultura, raffigurante la regina, posta vicino alle ginocchia di una statua di Ramses, ma gravemente deturpata e una stele, detta stele di Bentresh oggi conservata al Museo del Louvre, che narra la sua storia chiamandola Bekhten.
In un papiro, scoperto da Flinders Petrie, vi è elencato il corredo della regina.